# Medal Kampanii Włosko-Niemieckiej w Afryce
Medal Pamiątkowy Kampanii Włosko-Niemieckiej w Afryce (wł.: Medaglia commemorativa della campagna italo-tedesca in Africa; niem.: Medaille für den Italienisch-Deutschen Feldzug in Afrika) – włoskie odznaczenie pamiątkowe ustanowione w 1942 roku, nadawane zarówno włoskim, jak i niemieckim żołnierzom Afrika Korps za udział w walkach na afrykańskim teatrze II wojny światowej.

## Insygnia
Na awersie medalu widniał łuk triumfalny (Arco dei Fileni) – wzniesiony w 1937 roku na granicy Trypolitanii i Cyrenajki (został zburzony w latach 70. XX wieku) we włoskiej kolonii, Libii, symbol włoskiej potęgi kolonialnej w Afryce. Po jego lewej stronie rózgi liktorskie (symbol włoskiego faszyzmu), zaś po prawej – niemiecka swastyka. Po lewej stronie, po obwodzie medalu poprowadzony znajdował się napis CAMPAGNA ITALO-TEDESCA IN AFRICA, zaś po prawej stronie, po obwodzie: ITALIENISCH-DEUTSCHER FELDZUG IN AFRIKA, co oznacza KAMPANIA WŁOSKO-NIEMIECKA W AFRYCE, odpowiednio w językach włoskim i niemieckim. Na rewersie widniały postaci dwóch gladiatorów w hełmach włoskim i niemieckim (obrazujące żołnierzy obu państw) zmagających się z krokodylem (symbolizującym wroga, czyli British Army i jej sojuszników).
Medal zawieszony był na zielono-biało-czerwono-biało-czarnej wstążce przedstawiającej połączone barwy Włoch i III Rzeszy.